# Samuel Goldwyn Theater
Le Samuel Goldwyn Theatre est une salle de cinéma privée appartenant à l'Academy of Motion Picture Arts and Sciences (AMPAS), réservée uniquement à certaines projections et nommée en hommage au cinéaste Samuel Goldwyn.
La salle est située au 8949 Wilshire Boulevard à Beverly Hills en Californie dans le siège social de l'AMPAS . L'Académie utilise cette salle chaque année en janvier pour les nominations aux Oscars. Elle sert aussi parfois pour des avant-premières.

## Historique
Dans les années 1960, l'Academy of Motion Picture Arts and Sciences (AMPAS) qui occupe depuis 1946 un bâtiment sur Melrose Avenue dans West Hollywood envisage de déménager. Au début des années 1970, elle récolte pour un total de 2,5 millions d'USD grâce à al cérémonie des Oscars permettant de financer ce projet. Elle achète un terrain à l'angle de Wilshire Boulevard et Almont Drive et commandite l'architecte Maxwell Starkman.
Le 6 octobre 1974, l'AMPAS annonce que la salle principale de son nouveau siège social de sept étages sur le Wilshire Boulevard serait nommée en l'honneur de Samuel Goldwyn. L'édifice est annoncé pour début 1975. Le nouveau bâtiment a couté 4,2 millions d'USD et propose une façade en verre. 
L'AMPAS déménage en septembre 1975 et prévoit une inauguration courant octobre. L'édifice comprend aussi la les archives de l'académie. Le Samuel Goldwyn Theater propose 1 111 places et un grand nombre de technologies cinématographiques comme la projection en 70 mm, la quadriphonie ou le Sensurround. L'écran fait 54 pieds (16,46 m) par 22,5 pieds (6,86 m) et deux statues des Oscar l'encadrent. Le journaliste Lane Crockett du Shreveport Journal (en) assiste en septembre 1977 à une première dans la salle et la considère que la meilleure au monde. Lane Crockett précise que la salle est au second étage du bâtiment et brille par sa qualité acoustique et la taille de son écran. Il explique que le reste de l'édifice est une vitrine pour le septième art avec un vestibule en chrome et verre fumé placardé d'affiches de films primés et dont l'escalier drapé de rouge emmène vers la salle de cinéma. Le troisième étage accueille la salle de projection et une petite salle de cinéma. Le quatrième étage est une antenne de la Margaret Herrick Library (en), le cinquième étage est un restaurent pour les employés tandis  que les bureaux de l'académie.

## Quelques avant-premières
Plusieurs films ont été présentés en avant-première au Samuel Goldwyn Theatre,,,,, : 
- 2000 : Raju Chacha
- 2000 : Gladiator
- 2001 : Un homme d'exception
- 2001 : La Chute du faucon noir
- 2001 : A.I. Intelligence artificielle
- 2001 : Moulin Rouge !
- 2002 : Narc
- 2004 : Wimbledon
- 2004 : Eternal Sunshine of the Spotless Mind
- 2010 : 127 Heures
- 2011 : The Descendants.